# 源水
《源水》是一首先秦逸詩，見於《荀子·法行》：“涓涓源水，不雝不塞。轂已破碎，乃大其輻。事已敗矣，乃重太息。”內容為表現釀成災禍之後悔不当初，風格與《詩經》相仿。
受此詩典故影響，“涓涓”用以比喻禍根，也單純用来形容水流的狀態；而“源頭活水”指事物不斷發展的動力。